# Коричний альдегід
Кори́чний альдегі́д (цинамальдегід) — органічна сполука з класу альдегідів. Формула {\displaystyle {\ce {C6H5-CH=CH-CH=O}}}.
Жовта масляниста рідина. Має пряний запах кориці і пекучий солодкий смак.
Отримують за допомогою кротонової конденсації бензальдегіду з ацетальдегідом:
При гідруванні утворюється 3-фенілпропаналь, а при окисненні — корична кислота.
Використувується в парфумерних композиціях в концентрації до 4%. Також використовується для виготовлення інгібіторів корозії, а сам альдегід — інгібітор полімеризації.